# シュロモ・ミンツ
シュロモ・ミンツ（שלמה מינץ, Shlomo Mintz, 1957年10月30日 - ）はモスクワ生まれのイスラエルのヴァイオリン奏者、ヴィオラ奏者、指揮者。

## 経歴
シュロモ・ミンツは1957年10月30日モスクワで生まれ、2歳でイスラエルに移住。2歳でピアノ、3歳でヴァイオリンを始める。テルアヴィヴ音楽院にて学ぶ。6歳のとき、自身がヴァイオリニストでもあり、また多くのヴァイオリニストを育てたイロナ・フェヘールに師事（他にピンカス・ズカーマン、ハガイ・シャハム、シュムエル・アシュケナジ等）。9歳の時、アイザック・スターンが初めて彼の演奏を聴いている。
11歳のときに渡米、ズビン・メータ指揮イスラエル・フィルハーモニー管弦楽団との共演でコンサートデビュー。その才能を目の当たりにしたメータは、すぐにアイザック・スターンにその驚きを電話で伝えたという。その後すぐに病気で倒れたパールマンの代役としてメータに招聘され、パガニーニ・ヴァイオリン協奏曲第1番を再び同フィルと共演、その後各シーズン定期的にメータと共演することとなる。
スターンとのレッスンはミンツに多大な影響を与え、指導者として大きな存在であった。スターンはアメリカ＝イスラエル文化基金からの奨学金を取り計らい、ミンツはジュリアード音楽院に入学、ドロシー・ディレイに師事。
16歳でスタインバーグ指揮ピッツバーグ交響楽団とともにブルッフ・ヴァイオリン協奏曲第1番を演奏し、カーネギーホールデビューという驚異的なスタートを切る。その後もアメリカ＝イスラエル文化財団の強力なバックアップの下、コンクールを経ることなく演奏活動を始めるという異例のキャリアの持ち主でもある。
ヨーロッパでのデビューは1976年ブライトン・フェスティバル（ジノ・フランチェスカッティの代役）、続いてロンドンとドイツ各地でオーケストラと共演。翌年にはさらに大規模なヨーロッパツアーに出掛けている。
演奏回数は各シーズン100〜200回に及んでいる。
1980年にはザルツブルク音楽祭に初登場、ブラームスを演奏。その後主な国際音楽フェスティバルより定期的に招待されている。1983年イスラエルでの音楽祭にて開催されたフーベルマン・フェスティバルでは、スターン、イダ・ヘンデル、ギトリスら多くのヴァイオリニストと共演。1985年にはザルツブルク音楽祭でバッハの無伴奏の全曲演奏を行い、評判となる。
なお1984年5月には初来日を果たしている。
レコーディング活動では、1980年ドイツ・グラモフォンと専属契約を結びレコーディングを開始、メンデルスゾーン&ブルッフ、パガニーニ、クライスラーと立て続けにリリース。中でもパガニーニの24のカプリースでは、難所を完璧な技巧で弾きこなすだけでなく、持ち前のボウイング技術によって、低音から最高音部まで独特のぬめりのある美音を鳴らし、現在でも同曲の最高の演奏の一つとされている。1984年にはバッハ無伴奏ソナタとパルティータを発表、高い評価を獲得。以後、世界各国の音楽賞を受賞するなど、その透明度高く美しい音色と高度な技巧により絶賛を博する。

しかし1990年代に入ると、まだ30代前半であるにもかかわらずドイツ・グラモフォンとの契約を打ち切り、1990年代初頭にショスタコーヴィチのヴァイオリン・ソナタとヴィオラ・ソナタをエラートからリリースした他は、録音活動は休止状態に入った。
皮肉にもこの時期から演奏は円熟味を見せ始め、クルト・ザンデルリングとの共演によるベートーヴェンの協奏曲や、セルジュ・チェリビダッケとの共演によるブラームスの協奏曲が、コンサートのライヴ録音の海賊版音源で出回った。

2000年を超えて、新たにアメリカのミュージックマスターズにヴィヴァルディのシリーズを、RCAにモーツァルトの協奏交響曲や、ブラームスのヴァイオリン・ソナタ、ヴィオラ・ソナタ全集をリリース。またチャリティー活動の一環として、演奏と共に指揮者としてフランスのヴァロワにストラヴィンスキーの『兵士の物語』を録音するといった具合に、専属という形をとらない活動を行っている。
これまでの共演者にはチェリビダッケ、ジュリーニ、シノーポリ、バレンボイム、アッバードといった指揮者や、スターン、パールマン、バシュメット、ブロンフマン、マイスキー（カーネギーホールで同時デビューしている）らがおり、すでに世界的ヴァイオリニストとして揺るぎない評価を得ている。
2005年の5月に秋山和慶指揮の東京交響楽団に客演し、バルトークのヴァイオリン協奏曲第2番とヴィオラ協奏曲を続けて演奏した。さらにこの時のアンコールではパガニーニの「24のカプリース」の第5曲をかつての録音よりもいっそう磨きのかかった美音で、完璧に演奏した。2009年3〜4月には、2007年50歳のバースデイを記念してスカラ座よりスタートしたカプリース24全曲演奏ツアーの最終リサイタルを名古屋・東京にて開催する。
ヴァイオリン演奏のみならず18歳のときから指揮者としても活動を開始。イギリスのロイヤルフィルハーモニックオーケストラ、NHK交響楽団やイスラエル響等、各国のオーケストラと共演しているほか、弦楽四重奏団や室内管弦楽団との共演、ヴィオラソリストとしても演奏・レコーディングなども行っている。
その一方で、著名なコンクールの審査員としても活躍、パリ音楽院、マンハッタン音楽学校、クリーブランド音楽院で教えるほか、イスラエルで開催されるケシュト・エイロン国際ヴァイオリンマスターコースや世界各国でヴァイオリンのマスタークラスを実施するなど、多数のヴァイオリニスト育成にも注力している。
母国語はもちろん英語・フランス語・イタリア語等8か国語を話し、活躍の場は日本を含めヨーロッパ、アメリカ、アルゼンチンなど世界各国に拡がっている。使用楽器はストラディバリ（2009年2月現在）。
現在彼は素晴らしいテクニックの冴えと比類ない音色の美しさで、同世代のヴァイオリニストのなかでも群を抜いた存在である。そのテクニックに注目される機会も多いが、ミンツ自身が強調するのは、演奏家からの一方的な表現ではなく、演奏が語りかけることによって聴く側が耳を傾け、何かを感じ取るという双方向のコミュニケーションである。音楽によって世界の平和を祈念する姿勢は、演奏家をスタートした頃より変わりない、彼の信念である。

## 主な審査員歴
- チャイコフスキー国際コンクール審査員(1993)
- エリザベート王妃国際音楽コンクール審査員(1993、2001)
- ヴィエニャフスキ国際ヴァイオリン・コンクール審査員長(2001)
- 2002年よりシオン-ヴァレー州音楽祭・国際コンクール（スイス）審査員長及び芸術監督
- 2006年より宗次エンジェルヴァイオリンコンクール（日本）審査員長

## 主な指揮活動歴
- イスラエル室内管弦楽団ミュージックアドヴァイザー（1989-1993)
- 1994年3月マートリヒト交響楽団（オランダ）の芸術顧問及び首席客演指揮者に指名
- 2008/2009年シーズンよりザグレブ・フィルハーモニックオーケストラ首席客員指揮者

## 指揮および審査員活動
- ザグレブ・フィルハーモニックオーケストラ
- シオン-ヴァレー州音楽祭・国際コンクール（スイス）
- 宗次エンジェルヴァイオリンコンクール

## ディスコグラフィー
from Deutsche Grammophon 
- メンデルスゾーン・ヴァイオリン協奏曲／ブルッフ・ヴァイオリン協奏曲第1番

クラウディオ・アッバード指揮・シカゴ交響楽団
録音：1980年2月18,23日　シカゴオーケストラホール
- クライスラー名曲集

クリフォード・ベンソン(pf)
録音：1980年6月　エルサレム　ミュージックセンター
- パガニーニ・24のカプリース（全曲）

録音:1981年12月13-20日　フリードリヒ・エーベルト・ハレ、ハンブルク
- バッハ無伴奏ヴァイオリンのためのソナタとパルティータ（全曲）

録音：1983年1,12月、1984年3,6月　Nikolauskloster, ユーヘン（ドイツ）
- プロコフィエフ・ヴァイオリン協奏曲1番・2番

クラウディオ・アッバード指揮シカゴ交響楽団
録音：1983年2,3月　シカゴオーケストラホール
- 「偉大なヴァイオリニストの集い」ヴィヴァルディ・四季

ズービン・メータ指揮イスラエル・フィルハーモニー管弦楽団
録音：1983年
- フランク、ラヴェル、ドビュッシー：ヴァイオリン・ソナタ

イエフィム・ブロンフマン（pf）
録音：1985年6月7-10日　ラ・ショード=フォン・ムジカ・テアトル
- メンデルスゾーン・ソナタ

ポール・オフトロフスキ(pf)
録音：1986年5月　Nijmwegen, Grote Zaal
※1988年グラモフォン室内楽賞　受賞
- シベリウス・ヴァイオリン協奏曲／ドヴォルジャーク・ヴァイオリン協奏曲

ジェイムス・レヴァイン指揮ベルリン・フィルハーモニー管弦楽団
録音：1986年6月　Jesus-Christus-Kirche, Berlin
- フォーレソナタ1番・2番

イエフィム・ブロンフマン（pf）
録音：1986年7月　Koln, Deutschlandfunk, Sendesaal
- ベートーヴェン・ヴァイオリン協奏曲、ロマンス1・2番

ジュゼッペ・シノーポリ指揮・フィルハーモニア管弦楽団
録音：1986年9月、1987年4月（ロマンス）　Watford Town Hall(ロンドン)　
- プロコフィエフ・ヴァイオリンソナタ1番・2番

イエフィム・ブロンフマン（pf）
録音：1987年6月　Koln, Deutschlandfunk, Sendesaal
- ブラームス・ヴァイオリン協奏曲

クラウディオ・アッバード指揮ベルリン・フィルハーモニー管弦楽団
録音：1987年9月　Berlin, Philharmonie
使用楽器：Joseph Contreras(1773)
- ラロ・スペイン交響曲／ヴュータン・ヴァイオリン協奏曲5番／サン＝サーンス・序奏とロンドカプリチョーソ

ズービン・メータ指揮イスラエル・フィルハーモニー管弦楽団
録音：1988年10月 Frederic R.Mann Auditorium, Tel Aviv
- バルトーク・ふたつの肖像

クラウディオ・アッバード（指揮）ロンドン交響楽団
from RCA Victor 
- モーツァルト・協奏交響曲

ヴィラジミール・スピヴァノフ(vn、指揮)モスクワヴィルトゥオージ
シュロモ・ミンツ(va)
- イスラエルフィル60周年ガラコンサート

ズービン・メータ指揮イスラエル・フィルハーモニー管弦楽団
録音：1996年12月26日　Frederic R.Mann Auditorium, Tel Aviv (live)

from MusicMasters Classics
- ヴィヴァルディ・ヴァイオリン協奏曲全集 (10 Volumes)

シュロモ・ミンツ(vn, 指揮）
録音：1992-1994年　Metz, France at the Arsenal Concert Hall, Eglise Du Liban, Paris
使用楽器：ベルゴンツィ(1745-1773)
from Erato
- ショスタコヴィチ・ヴァイオリンとヴィオラのためのソナタ

ヴィクトリア・ポストニコワ(pf)
録音：1991年9月　The asalle dei’Arsenal de Metz
from Valois
- ストラヴィンスキー・兵隊の物語

録音：1996年12月　シャンゼリゼ劇場（チャリティー）
from Avie Records and Magnatune
- ブラームス・ヴァイオリン・ソナタ&ヴィオラ・ソナタ全集

シュロモ・ミンツ（vn,va）
イタマール・ゴラン(pf)
録音：2003年10月30日-11月7日、テルデックス・スタジオ、ベルリン
- モーツァルト・ヴァイオリン協奏曲全集

2つのヴァイオリンのためのコンチェルトーネ(*)・協奏交響曲(*)
シュロモ・ミンツ（An/Va）指揮イギリス室内管弦楽団
ハガイ・シャハム（Vn;*）
録音：2004年6月&9月、Air Studios, Lyndhurst Hall、ロンドン
DVD
- フーベルマン・フェスティヴァル 1983

スターン、シェリング、パールマン、ズッカーマン、メータ&イスラエル・フィル（2DVD）
収録：1983年
- シベリウス・ヴァイオリン協奏曲

エサ＝ペッカ・サロネン指揮　南西ドイツ放送交響楽団
収録：1986年　西独、南西ドイツ放送局スタジオ
- パガニーニ・ヴァイオリン協奏曲第1番ニ長調 Op.6

ヨエル・レヴィ（指揮）マーストリヒト・リンブルク交響楽団
収録：1997年9月6日、マーストリヒト（ライヴ）
使用楽器：グァルネリ“デル・ジェズ”『イル・カンノーネ（カノーネ；Il Cannone）』(1743)
"Amnon's Journey"
Director : Jean-Marie Hosatte
BluePress
http://www.bluepressagency.com/index.php?app=35